# Eurokódy

Logo Eurokódů

Rozšíření Eurokódů:
Eurokódy používány členy CEN (členi EU a EFTA)
Eurokódy používány členy CEN (nečleni EU a EFTA)
Eurokódy používány nečleny EU, nebo jejich postupné zavádění
Státy zvažující používání Eurokódů

Eurokódy (anglicky Eurocodes, zkráceně EC, případně EN EC, ČSN EN 199x apod.) je soustava evropských technických norem, které se zabývají navrhováním a posuzováním stavebních konstrukcí. Pro návrh a posouzení využívají teorii mezních stavů s použitím dílčích součinitelů. Normy byly vytvořeny Evropským výborem pro normalizaci (CEN) pod označením EN 1990 – EN 1999, každá členská země se pak zavázala evropskými normami nahradit dosavadní stavební normy, jisté místní zvyklosti mohly být zachovány v rámci Národních aplikačních příloh.
Heslo Eurokódů zní: „Building the future“ (volně přeloženo Stavíme budoucnosti).
Ačkoliv jsou Eurokódy široce přijímány, některé části jsou kritizovány – zejména Eurokód 7 (geotechnika).
V 20. letech 21. století je plánováno vydání 2. generace Eurokódů (2G Eurokódy), které mají obsahovat zpřesnění modelů, postupy pro posuzování existujících konstrukcí, nový Eurokód pro sklo a dřevobeton, zapracování požadavků na robustnost a zapracování požadavků norem ISO (např. působení vln na pobřežní konstrukce). Součástí revize Eurokódů bude zejména:
- EN 1991-1-1 (stálá a užitná zatížení):  zpřesnění součnitelů
- EN 1991-1-3 (zatížení sněhem): úpravy součinitelů a návrhových postupů
- EN 1991-1-4 (zatížení větrem): zpřesnění a zjednodušení postupů a upřesnění pokynů, sjednocení hodnot rychlostí větru na hranicích členských států
- EN 1991-1-5 (zatížení teplotou): pokyny pro mostní závěry, sjednocení hodnot maximálních a minimálních teplot na hranicích členských států
- zapracování norem ISO 21650 (zatížení vlnami a vodními proudy) jako EN 1991-1-8 a ISO 12494 (zatížení námrazou) jako 1991-1-9
- periodická revize národních klimatických map (zatížení sněhem, větrem, teplotou) každých 15 let kvůli klimatickým změnám
- obecná harmonizace součinitelů a sjednocení hodnot stanovených v národních přílohách

## Účel Eurokódů
Účelem Eurokódů je podle tvůrců:
| „ | - poskytnout obecná návrhová kritéria a metody splňující předepsané základní požadavky i hlediska trvanlivosti a hospodárnosti; - poskytnout obecné podklady pro jednání týkající se navrhování konstrukcí mezi projektanty, provozovateli, vlastníky, dodavateli a výrobci konstrukčních výrobků; - umožnit v rámci členských států EU výměnu a spolupráci v oblasti výstavby a obchodování s konstrukčními prvky; - vytvořit společný základ pro výzkum a vývoj v oblasti stavebnictví; - umožnit přípravu společných návrhových pomůcek a výpočtových programů. | “ |

## Historie
Myšlenka na sjednocení evropských stavebních norem vznikla již v roce 1975, v roce 1989 byla příprava nových norem převedena z členských států na CEN. Pro zavádění a používání Eurokódů bylo zpracováno doporučení Komise 2003/887/ES ze dne 11. prosince 2003 o zavádění a používání Eurokódů pro stavební konstrukce a nosné stavební výrobky. Pro uplatňování a používání Eurokódů byl zpracován Pokyn L a komentář.
V Česku Eurokódy nahradily původní stavařské normy jako např. ČSN 73 1101 či ČSN 73 1201. Nejprve byly v roce 2004 přijaty jako přednormy (ČSN P ENV 199x), kdy Eurokódy platily souběžně s dosavadními normami, a následně se v roce 2010 staly jedinými závaznými normami. Eurokódy byly implementovány jako ČSN EN 1990 – ČSN EN 1999. V březnu 2010 se tak Eurokódy staly závazné pro veřejné stavby v celé Evropské unii a Evropském sdružení volného obchodu a ačkoliv nejsou všude závazné pro soukromý sektor, soukromí investoři jejich využití obvykle vyžadují.

## Obsah
|               |               |                |                |                |                | 0: Zásady navrhování konstrukcí |                |           |           |                |                |                |                |                |                |
|               |               |                |                |                |                | |                |           |           |                |                |                |                |                |                |
|               |               |                |                |                |                | |                |           |           |                |                |                |                |                |                |
|               |               |                |                |                |                | |                |           |           |                |                |                |                |                |                |
|               |               |                |                |                |                | 1: Zatížení |                |           |           |                |                |                |                |                |                |
|               |               |                |                |                |                | |                |           |           |                |                |                |                |                |                |
|               |               |                |                |                |                | |                |           |           |                |                |                |                |                |                |
|               |               |                |                |                |                | |                |           |           |                |                |                |                |                |                |
|               |               |                |                |                |                | Návrh v závislosti na materiálu: \| 2: Beton \| 2: Beton \| 2: Beton \| 2: Beton \| 2: Beton \| 2: Beton \| \| \| 3: Ocel \| 3: Ocel \| 3: Ocel \| 3: Ocel \| 3: Ocel \| 3: Ocel \| \| 2: Beton \| 2: Beton \| 2: Beton \| 2: Beton \| 2: Beton \| 2: Beton \| \| \| 3: Ocel \| 3: Ocel \| 3: Ocel \| 3: Ocel \| 3: Ocel \| 3: Ocel \| \| \| \| \| \| \| \| \| \| \| \| \| \| \| \| \| \| \| \| \| \| \| \| \| \| \| \| \| \| \| \| 4: Ocelobeton \| 4: Ocelobeton \| 4: Ocelobeton \| 4: Ocelobeton \| 4: Ocelobeton \| 4: Ocelobeton \| \| \| 5: Dřevo \| 5: Dřevo \| 5: Dřevo \| 5: Dřevo \| 5: Dřevo \| 5: Dřevo \| \| 4: Ocelobeton \| 4: Ocelobeton \| 4: Ocelobeton \| 4: Ocelobeton \| 4: Ocelobeton \| 4: Ocelobeton \| \| \| 5: Dřevo \| 5: Dřevo \| 5: Dřevo \| 5: Dřevo \| 5: Dřevo \| 5: Dřevo \| \| \| \| \| \| \| \| \| \| \| \| \| \| \| \| \| \| \| \| \| \| \| \| \| \| \| \| \| \| \| \| 6: Zdivo \| 6: Zdivo \| 6: Zdivo \| 6: Zdivo \| 6: Zdivo \| 6: Zdivo \| \| \| 9: Hliník \| 9: Hliník \| 9: Hliník \| 9: Hliník \| 9: Hliník \| 9: Hliník \| \| 6: Zdivo \| 6: Zdivo \| 6: Zdivo \| 6: Zdivo \| 6: Zdivo \| 6: Zdivo \| \| \| 9: Hliník \| 9: Hliník \| 9: Hliník \| 9: Hliník \| 9: Hliník \| 9: Hliník \| |                |           |           |                |                |                |                |                |                |
|               |               |                |                |                |                | |                |           |           |                |                |                |                |                |                |
|               |               |                |                |                |                | |                |           |           |                |                |                |                |                |                |
|               |               |                |                |                |                | |                |           |           |                |                |                |                |                |                |
|               |               | 7: Geotechnika | 7: Geotechnika | 7: Geotechnika | 7: Geotechnika | 7: Geotechnika | 7: Geotechnika |           |           | 8: Zemětřesení | 8: Zemětřesení | 8: Zemětřesení | 8: Zemětřesení | 8: Zemětřesení | 8: Zemětřesení |
|               |               | 7: Geotechnika | 7: Geotechnika | 7: Geotechnika | 7: Geotechnika | 7: Geotechnika | 7: Geotechnika |           |           | 8: Zemětřesení | 8: Zemětřesení | 8: Zemětřesení | 8: Zemětřesení | 8: Zemětřesení | 8: Zemětřesení |
|               |               |                |                |                |                | |                |           |           |                |                |                |                |                |                |
|               |               |                |                |                |                | |                |           |           |                |                |                |                |                |                |
| 2: Beton      | 2: Beton      | 2: Beton       | 2: Beton       | 2: Beton       | 2: Beton       | |                | 3: Ocel   | 3: Ocel   | 3: Ocel        | 3: Ocel        | 3: Ocel        | 3: Ocel        |                |                |
| 2: Beton      | 2: Beton      | 2: Beton       | 2: Beton       | 2: Beton       | 2: Beton       | |                | 3: Ocel   | 3: Ocel   | 3: Ocel        | 3: Ocel        | 3: Ocel        | 3: Ocel        |                |                |
|               |               |                |                |                |                | |                |           |           |                |                |                |                |                |                |
|               |               |                |                |                |                | |                |           |           |                |                |                |                |                |                |
| 4: Ocelobeton | 4: Ocelobeton | 4: Ocelobeton  | 4: Ocelobeton  | 4: Ocelobeton  | 4: Ocelobeton  | |                | 5: Dřevo  | 5: Dřevo  | 5: Dřevo       | 5: Dřevo       | 5: Dřevo       | 5: Dřevo       |                |                |
| 4: Ocelobeton | 4: Ocelobeton | 4: Ocelobeton  | 4: Ocelobeton  | 4: Ocelobeton  | 4: Ocelobeton  | |                | 5: Dřevo  | 5: Dřevo  | 5: Dřevo       | 5: Dřevo       | 5: Dřevo       | 5: Dřevo       |                |                |
|               |               |                |                |                |                | |                |           |           |                |                |                |                |                |                |
|               |               |                |                |                |                | |                |           |           |                |                |                |                |                |                |
| 6: Zdivo      | 6: Zdivo      | 6: Zdivo       | 6: Zdivo       | 6: Zdivo       | 6: Zdivo       | |                | 9: Hliník | 9: Hliník | 9: Hliník      | 9: Hliník      | 9: Hliník      | 9: Hliník      |                |                |
| 6: Zdivo      | 6: Zdivo      | 6: Zdivo       | 6: Zdivo       | 6: Zdivo       | 6: Zdivo       | |                | 9: Hliník | 9: Hliník | 9: Hliník      | 9: Hliník      | 9: Hliník      | 9: Hliník      |                |                |

Eurokódy sestávají z následujících norem:
- (Eurokód 0) ČSN EN 1990 Zásady navrhování konstrukcí
- (Eurokód 1) ČSN EN 1991 Zatížení konstrukcí
- (Eurokód 2) ČSN EN 1992 Navrhování betonových konstrukcí
- (Eurokód 3) ČSN EN 1993 Navrhování ocelových konstrukcí
- (Eurokód 4) ČSN EN 1994 Navrhování spřažených ocelobetonových konstrukcí
- (Eurokód 5) ČSN EN 1995 Navrhování dřevěných konstrukcí
- (Eurokód 6) ČSN EN 1996 Navrhování zděných konstrukcí
- (Eurokód 7) ČSN EN 1997 Navrhování geotechnických konstrukcí
- (Eurokód 8) ČSN EN 1998 Navrhování konstrukcí odolných proti zemětřesení
- (Eurokód 9) ČSN EN 1999 Navrhování hliníkových konstrukcí

Každý eurokód kromě EN 1990 se dělí na detailnější části: část 1-1 (např. EN 1992-1-1) se vždy zabývá pozemními stavbami, část 1-2 pokrývá oblast požárního návrhu. Eurokódy 2, 3, 4, 5 a 8 obsahují část 2 (např. EN 1993-2), která se věnuje návrhu mostních konstrukcí. Další části se obvykle věnují návrhu inženýrských konstrukcí (nádrže, sila, stožáry, jeřáby).
Eurokódy tak celkem (včetně částí) sestávají z 58 norem.